# معرض مجموعة فن المرأة
معرض مجموعة فن المرأة (المعروفة قبل عام 2022، بمعرض فنون نيو هول الجديدة The New Hall Art Collection) هي معرض دائم لأعمال فنية حديثة ومعاصرة للفنانات النساء، في كلية موراي إدواردز في كامبريدج بإنجلترا.
يضم المعرض أكثر من 600 عمل لفنانات مشهورات دوليًا، ويعتبر الآن واحدًا من أكبر وأهم مجموعات الفن المعاصر للنساء في العالم. تُعرض اللوحات والمطبوعات والمنحوتات في جميع أنحاء كلية موراي إدواردز في كامبريدج. لا يوجد بالكلية معرض مخصص، ولكن تُعرض الأعمال في جميع أنحاء مبانيها وأراضيها. تم الانتهاء من إنشاء المباني الحديثة للكلية في عام 1965 على يد تشامبرلين وباول وبون، وأُدرج المبنى ضمن مباني الدرجة الثانية. تُعرض العديد من الأعمال للزوار الذي يستطيعون أخذ جولة ذاتية التوجيه مٌقدمة من بورترز لودج.
يعتبر الهدف من مجموعة فن المرأة هو دعم الفنانات، ومنحهن الرؤية والتعبير عن آرائهن، والترويج لعملهن ضمن روح كلية أكاديمية للنساء مكرسة للمساواة بين الجنسين.

## التاريخ
جاءت المجموعة نتيجة للعديد من الهدايا والقروض من الفنانين والجهات المانحة. بدأت المجموعة في عام 1986 بشراء عمل إكستيز (بالانجليزية Extase) لماري كيلي بفضل الدعم السخي من جمعية الفنون الشرقية والفنانة نفسها. حفز هذا الأمل لتطوير الكلية لتصبح مجموعة دائمة من فنون القرن العشرين للنساء، لإلهام الطالبات اللائي سيعشن في حرمها. كتبت فاليري بيرل رئيسة في عام 1992 إلى 100 من الفنانات الرائدات في بريطانيا من أجل التبرع، وتلقت حوالي 75 تبرعًا في المقابل. تستمر المجموعة في الحصول على الأعمال عن طريق الهدايا والقروض من الفنانين والخريجين. ويعتبر المعرض أكبر مجموعة فنية للنساء في أوروبا حيث تٌعرض حوالي 95 في المائة منها.
تلقى المعرض في 7 مارس 2018 اعتمادًا من مجلس الفنون في إنجلترا الذي اعترف بجودة المجموعة والمهنية التي يُدار بها.
عُرف المعرض حتى أبريل 2022 بمعرض مجموعة نيو هول باسم الكلية تقديرًا لها.

## المجموعة

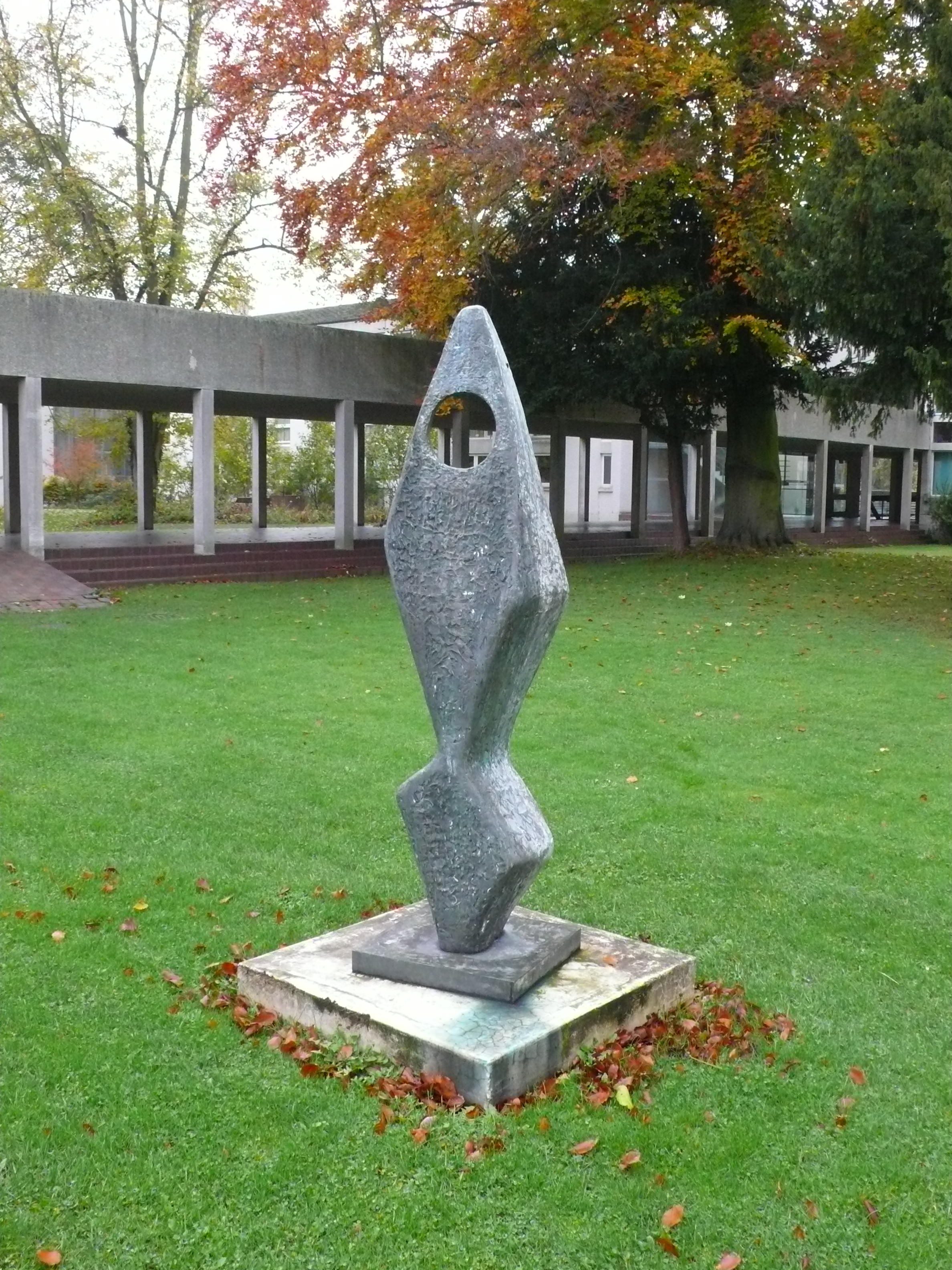
نموذج باربرا هيبوورث الصاعد (جلوريا) في كلية موراي إدواردز.

تشمل المجموعة أعمال:
- ساندرا بلو
- جودي شيكاغو
- تريسي امين
- ماري فيدين
- أونا غرايمز.[6]
- ماجي هامبلينج
- لبينا حميد
- سوزي هاميلتون
- باربرا هيبورث
- نيكولا هيكس
- فانيسا جاكسون
- لوسي جونز
- زيلدا نولت
- كورنيليا باركر
- إميلي باتريك
- جوين رافيرات
- بولا ريجو
- جوليا سوريل
- ويندي تايلور

## الجدل

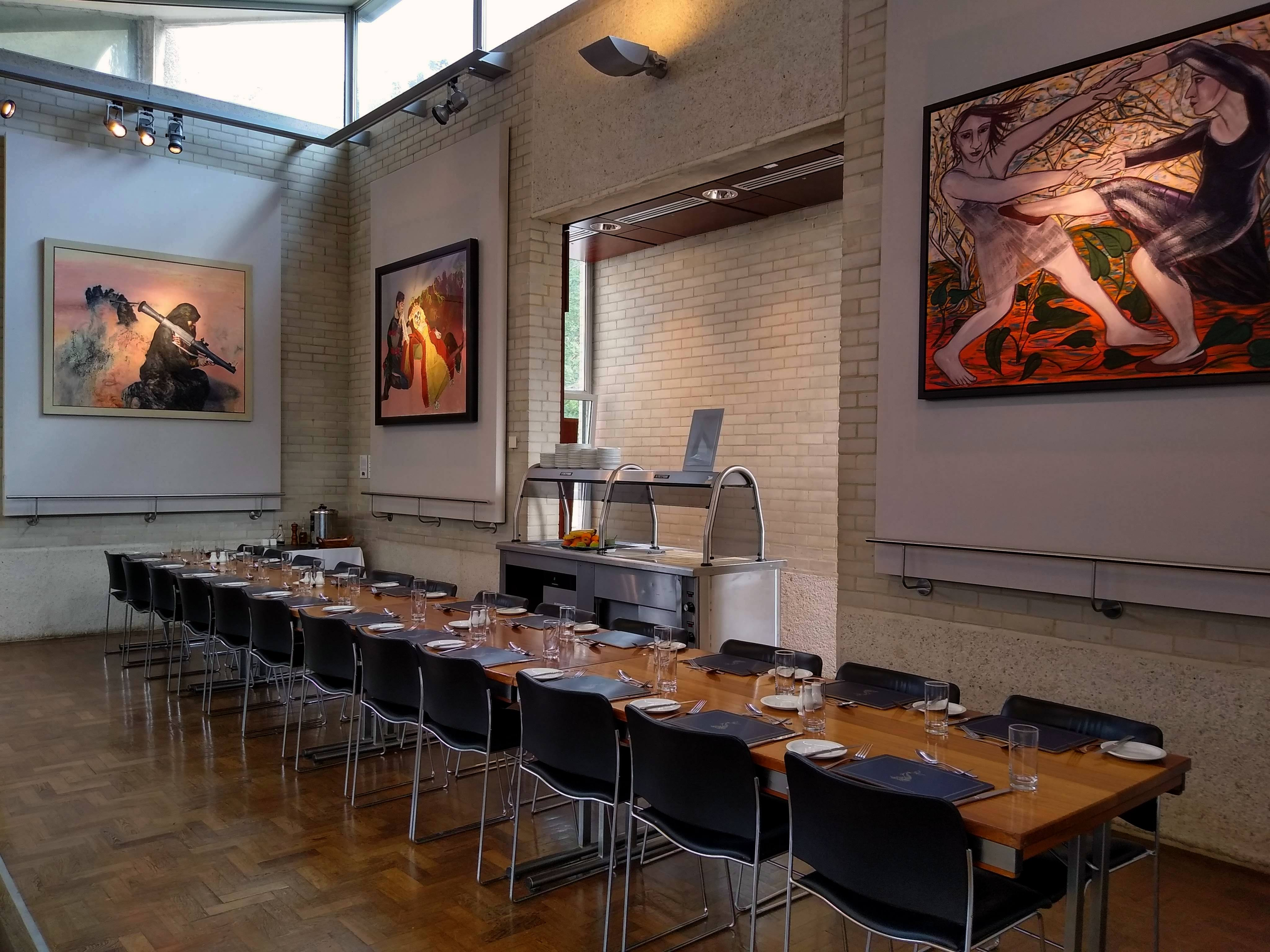
نساء الخليج يستعدن للحرب (أقصى اليسار) ولوحات أخرى معلقة على طاولة عالية.

غطت إدارة المتحف في عام 2005 لوحة ماجي هامبلينج نساء الخليج يستعدن للحرب الصادرة عام 1986 بناءً على طلب ضابط في البحرية الأمريكية كشرط لحجز المعرض بشكل خاص للجيش الأمريكي. تصور اللوحة امرأة محجبة ومسلحة تجمل قاذفة صواريخ. وأفادت الأنباء أن هامبلينج قد فُزعت من ذلك الأمر. ونظم الطلاب والمعلمون احتجاجًا سلميًا خلال خطابات ما بعد العشاء.

## روابط خارجية
- مجموعة فن المرأة